# Vejle Boldklub
Il Vejle Boldklub anche nota semplicemente come Vejle BK o Vejle, è una società calcistica danese con sede nella città di Vejle.
Fondato il 3 maggio 1891, nella sua storia ha vinto cinque titoli danesi e sei coppe nazionali. Nel luglio del 2011, il Vejle si è unito al Kolding dando così origine al Vejle Boldklub Kolding. La fusione è durata solo due anni, fino al giugno 2013 quando le squadre hanno terminato la collaborazione dando nuovamente vita alle due società precedenti.
Nelle file del club ha militato anche l'attaccante Allan Simonsen, vincitore del Pallone d'oro nel 1977.

## Storia
Il Vejle Boldklub viene fondato nel 1891, mentre nel 1902 viene aggiunta la sezione calcistica. Nella prima edizione del campionato nazionale, stagione 1912-13, la squadra arriva alle semifinali del campionato provinciale; nella stagione successiva la squadra, dopo aver vinto il campionato provinciale arriva alla semifinale nazionale, dove viene sconfitto dal B.93.
Nel secondo dopoguerra, con la riorganizzazione del campionato danese, il Vejle viene inserito in terza divisione. Il club ottiene nel 1952 la promozione in seconda divisione, e nel 1956 accede al massimo campionato danese. Uno dei giocatori chiave di questo periodo è sicuramente l'attaccante Bent Sørensen, che con la maglia della squadra è sia il primo giocatore ad essere convocato nella nazionale danese che il miglior marcatore di sempre.
Il Vejle vince il primo titolo al termine del campionato 1958, e il capocannoniere del campionato è un giocatore della squadra, Henning Enoksen. Sempre nello stesso anno la squadra conquista anche la prima coppa nazionale, realizzando così un double. L'anno successivo arriva la seconda coppa nazionale, mentre nel 1960 la nazionale danese, di cui fanno parte Enoksen, Poul Jensen e ad altri giocatori del Vejle, partecipa all'Olimpiade di Roma e si classifica seconda.
Negli anni sessanta il Vejle non conquista titoli; il punto più alto è il secondo posto ottenuto nel campionato 1965, concluso solo un punto dietro i campioni dell'Esbjerg, e la finale di Coppa del 1968, persa 3-1 contro il Randers.

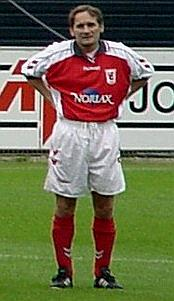
Allan Simonsen nel 2000.

Il Vejle torna a vincere il titolo danese al termine del campionato 1971; tra i protagonisti di quel successo figurano il futuro Pallone d'oro 1977 Allan Simonsen e Flemming Serritslev. Non è però molto fortunata la partecipazione alla Coppa dei Campioni 1972-1973, nella quale i danesi escono al primo turno, sconfitti con un pesante 7-2 dall'Anderlecht nel doppio confronto.
Nel 1972 il Vejle conquista sia il terzo titolo che la terza coppa, ottenendo un altro double; nella Coppa dei Campioni 1973-1974 i danesi eliminano il Nantes nei sedicesimi, ma vengono fermati dal Celtic nel turno successivo; nello stesso anno però, Simonsen si trasferisce al Borussia M'gladbach. A breve distanza, nel 1975 e nel 1977, arrivano altre due Coppe nazionali, che portano a cinque i successi totali della squadra nella manifestazione. Il Vejle raggiunge poi i quarti di finale della Coppa delle Coppe 1977-1978, venendo qui fermato dal Twente; gli olandesi si impongono per 7-0 nel doppio confronto.
Nel 1978 il Vejle conquista il quarto titolo; il cammino nella Coppa dei Campioni termina nuovamente negli ottavi di finale, dopo aver incontrato l'Hajduk Spalato. Tuttavia, negli anni immediatamente successivi la squadra non ottiene buoni piazzamenti in campionato; l'unico successo di quel periodo è la sesta coppa nazionale, conquistata nel 1981.
Il Vejle torna al successo nel 1984 conquistando il quinto titolo; tra i protagonisti di questa vittoria ci sono Allan Simonsen, tornato in squadra l'anno precedente, John Sivebæk e Steen Thychosen, quest'ultimo capocannoniere del campionato con ventiquattro gol. In Coppa dei Campioni, però, è fatale l'incontro con la Steaua Bucarest nel primo turno; la formazione romena vincerà infatti il trofeo.

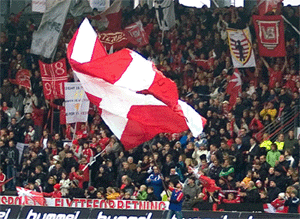
Lo stadio

Nella seconda metà degli anni ottanta il Vejle finisce spesso lontano dal vertice; nel 1988 il club ingaggia giocatori di valore tra cui Preben Elkjær Larsen, ottenendo un quarto posto nel campionato 1989. Questo qualifica la squadra per la Coppa UEFA 1990-1991, ma i danesi vengono eliminati al primo turno. Nel campionato successivo, invece, la squadra finisce nona e deve affrontare uno spareggio per non retrocedere; sconfiggendo il B 1913 il Vejle riesce tuttavia a mantenere la categoria.
Nel 1991 Simonsen, smessi i panni da calciatore, diventa l'allenatore del Vejle. Il campionato viene però concluso con la retrocessione. La squadra disputa le successive tre stagioni in 1. Division, ma, riconquistata la massima serie, si classifica seconda al termine del campionato 1996-1997. Questo piazzamento, unito al quarto posto della stagione successiva, danno al Vejle la possibilità di partecipare a due edizioni di Coppa UEFA. I danesi riescono solo nell'ultima ad accedere al tabellone principale, venendo eliminati dal Betis nei trentaduesimi.
Il Vejle retrocede al termine del campionato 1999-2000; la squadra trascorre gli anni duemila tra la prima e la seconda divisione, senza più riuscire a disputare due campionati consecutivi in Superligaen. Nel luglio del 2011 il Vejle si unisce al Kolding FC, dando così origine al Vejle Boldklub Kolding; la fusione tra le due squadre dura due anni dopo i quali il Vejle BK ritorna in attività con il vecchio nome.
Dal 2018 torna nella massima serie danese.

## Palmarès

### Competizioni nazionali
- Campionato danese: 5

1958, 1971, 1972, 1978, 1984
- Coppa di Danimarca: 6

1958, 1959, 1972, 1975, 1977, 1981
- 1. Division: 6

1954-1955, 2005-2006, 2007-2008, 2017-2018, 2019-2020, 2022-2023

### Altri piazzamenti
- Campionato danese:

Secondo posto: 1959, 1960, 1965, 1974, 1996-1997
- Coppa di Danimarca:

Finalista: 1968
Semifinalista: 2009-2010, 2021-2022

## Statistiche e record
| Maggior numero di gol segnati La lista completa è qui - Bent Sørensen 157 - Jørgen Markussen 152 - Karsten Lund 140 - Tommy Troelsen 130 - Poul Mejer 128 | Maggior numero di presenze La lista completa è qui - Gert Eg 509 - Knud Herbert Sørensen 476 - Finn Christensen 457 - Niels Wodskou 388 - Alex Nielsen 327 |

## Organico

### Rosa 2025-2026
Aggiornata al 21 luglio 2025.
| N. |                         | Ruolo | Calciatore         |
| -- | ----------------------- | ----- | ------------------ |
| 1  | Inghilterra (bandiera)  | P     | Nathan Trott       |
| 3  | Croazia (bandiera)      | D     | David Čolina       |
| 4  | Danimarca (bandiera)    | D     | Oliver Provstgaard |
| 5  | Danimarca (bandiera)    | D     | Mads Greve         |
| 6  | Iran (bandiera)         | C     | Saeid Ezatolahi    |
| 7  | RD del Congo (bandiera) | C     | Yeni N'Gbakoto     |
| 8  | Danimarca (bandiera)    | C     | Tobias Lauritsen   |
| 9  | Danimarca (bandiera)    | A     | Wahid Faghir       |
| 10 | Svezia (bandiera)       | C     | Diego Montiel      |
| 13 | Russia (bandiera)       | A     | German Onugcha     |
| 14 | Paesi Bassi (bandiera)  | D     | Damian van Bruggen |
| 15 | Gambia (bandiera)       | C     | Musa Juwara        |

| N. |                      | Ruolo | Calciatore            |
| -- | -------------------- | ----- | --------------------- |
| 19 | Danimarca (bandiera) | A     | Wahid Faghir          |
| 22 | Croazia (bandiera)   | D     | Denis Kolinger        |
| 34 | Albania (bandiera)   | C     | Lundrim Hetemi        |
| 35 | Australia (bandiera) | A     | Tyrese Francois       |
| 37 | Danimarca (bandiera) | A     | Christian Gammelgaard |
| 45 | Germania (bandiera)  | P     | Alexander Brunst      |
| 66 | Danimarca (bandiera) | C     | Tobias Sommer         |
| 91 | Danimarca (bandiera) | P     | Lucas Chang-Andersen  |
| 56 | Italia (bandiera)    | D     | Carmine Marrazzo      |
| 59 | Danimarca (bandiera) | D     | Marius Elvius         |
| 71 | Giappone (bandiera)  | C     | Masaki Murata         |

### Rosa 2024-2025
Aggiornata al 19 agosto 2024.
| N. |                         | Ruolo | Calciatore         |
| -- | ----------------------- | ----- | ------------------ |
| 1  | Inghilterra (bandiera)  | P     | Nathan Trott       |
| 3  | Croazia (bandiera)      | D     | David Čolina       |
| 4  | Danimarca (bandiera)    | D     | Oliver Provstgaard |
| 5  | Danimarca (bandiera)    | D     | Mads Greve         |
| 6  | Iran (bandiera)         | C     | Saeid Ezatolahi    |
| 7  | RD del Congo (bandiera) | C     | Yeni N'Gbakoto     |
| 8  | Danimarca (bandiera)    | C     | Tobias Lauritsen   |
| 9  | Danimarca (bandiera)    | A     | Wahid Faghir       |
| 10 | Svezia (bandiera)       | C     | Diego Montiel      |
| 13 | Russia (bandiera)       | A     | German Onugcha     |
| 14 | Paesi Bassi (bandiera)  | D     | Damian van Bruggen |

| N. |                      | Ruolo | Calciatore            |
| -- | -------------------- | ----- | --------------------- |
| 15 | Gambia (bandiera)    | C     | Musa Juwara           |
| 22 | Croazia (bandiera)   | D     | Denis Kolinger        |
| 34 | Albania (bandiera)   | C     | Lundrim Hetemi        |
| 35 | Australia (bandiera) | A     | Tyrese Francois       |
| 37 | Danimarca (bandiera) | A     | Christian Gammelgaard |
| 45 | Germania (bandiera)  | P     | Alexander Brunst      |
| 66 | Danimarca (bandiera) | C     | Tobias Sommer         |
| 91 | Danimarca (bandiera) | P     | Lucas Chang-Andersen  |
| 56 | Italia (bandiera)    | D     | Carmine Marrazzo      |
| 59 | Danimarca (bandiera) | D     | Marius Elvius         |
| 71 | Giappone (bandiera)  | C     | Masaki Murata         |

### Stagioni passate
- 2016-2017